# 拜尔采伊·蒂博尔
拜尔采伊·蒂博尔（匈牙利語：Berczelly Tibor，1912年1月3日—1990年10月15日），匈牙利男子击剑运动员。他曾参加1936年、1948年和1952年夏季奥运会击剑比赛，共获得3枚金牌和2枚铜牌。